# Марис Бичевскис
Марис Бичевскис (лет. Māris Bičevskis — Рига, 3. август 1991) професионални је летонски хокејаш на леду који игра на позицијама левокрилног нападача.
Члан је сениорске репрезентације Летоније за коју је на међународној сцени дебитовао на светском првенству 2016. године. 
Од 2011. игра у дресу ришког Динама у КХЛ лиги. 